# باندروف نارودووه
باندروف نارودووه (به لهستانی:  Bandrów Narodowy) یک روستا در لهستان است که در گمینا اوستژکی دولنه واقع شده‌است. باندروف نارودووه ۵۰۰ نفر جمعیت دارد.